# نج وي
نج وي (بالصينية: 吳蔚) هو لاعب كرة الريشة صيني، ولد في 14 يوليو 1981 في جيانغسو في الصين.

## وصلات خارجية
- نج وي على موقع BWF.tournamentsoftware.com (الإنجليزية)
- نج وي على موقع BWFbadminton.com (الإنجليزية)
- نج وي على موقع اللجنة الأولمبية الدولية (الإنجليزية)
- نج وي على موقع أوليمبيديا (الإنجليزية)